# 101. ваздушно-десантска дивизија
101. ваздухопловно-десантска дивизија је америчка пешадијска дивизија увежбана за извршавање напада из ваздуха. Током Другог светског рата истакла се приликом искрцавања на нормандијско тле и у Арденској бици. За време рата у Вијетнаму преименована је у прву ваздушно-мобилну, а касније у ваздушно-јуришну дивизију.